# Benedict (Nebraska)
Pour les articles homonymes, voir Benedict.
Benedict est un village du comté de York, dans l'État du Nebraska, aux États-Unis. En 2020, il comptait une population de 203 habitants.